# ジャックポット (芸能事務所)
株式会社ジャックポット（英: JACKPOT Co.,Ltd.）は、日本の芸能事務所。2009年（平成21年）に設立され、東京都新宿区に拠点を置く。
2009年（平成21年）12月、初の主催イベント「ジャックポット祭」を開催した。
2025年現在ホームページは存在するものの、個人ページは全てNot Foundとなっており、所属を確認できたのは代表兼所属の大場香奈子のみとなっている。

## 所属タレント

### 女性／女優・タレント
- 大場香奈子

## 過去の所属タレント
- 木村優里
- 古河結子
- たかさきゆこ
- 桜京子
- 瀬戸奈保子
- 矢田ちひろ（現所属：ブラッシュアップ・ワン）
- 青木淳高（現所属：NPO法人声物園理事、Leidenschaftプロデュース代表）
- 一石よしふみ（現所属：株式会社C.A.P.S）
- ゴブリン串田（現所属：合同会社シンゲキダン代表）
- 西森千豊（現所属：TABプロダクション）
- 平沼成基
- 宮野翔太（俳優・声優宮野真守の兄）
- 和田士季